# 나카니카와군

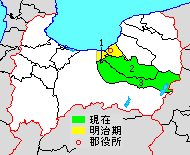
나카니카와 군의 위치

나카니카와군(일본어: 中新川郡, なかにいかわぐん)은 일본 도야마현 동부의 군이다.
인구 44,628명, 면적 547.47km², 인구밀도 81.5명/km².(2025년 3월 1일, 추계인구)
이하 2정 1촌으로 구성된다.
- 가미이치정(上市町)
- 다테야마정(立山町)
- 후나하시촌(舟橋村)

## 군역
1896년 행정 구역으로 발족할 당시의 군역은 위의 2정 1촌 외에 나메리카와시와 도야마시의 일부에 해당한다.

## 역사
- 1896년

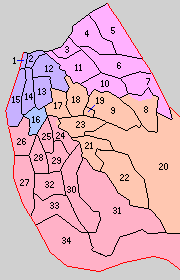
1.니시미즈하시정 2.히가시미즈하시정 3.나메리카와정 4.하마카즈미촌 5.하야쓰키카즈미촌 6.기타카즈미촌 7.히가시카즈미촌 8.야마카즈미촌 9.미나미카즈미촌 10.나카카즈미촌 11.니시카즈미촌 12.게조촌 13.조조촌 14.히가시산고촌 15.니시산고촌 16.후나하시촌 17.아이노키촌 18.미야가와촌 19.가미이치정 20.시라하기촌 21.가키자와촌 22.묘가다니촌 23.오토스기촌 24.유미노쇼촌 25.데라다촌 26.리타촌 27.오모리촌 28.고햣코쿠정 29.다카노촌 30.우와단촌 31.히가시다니촌 32.시타단촌 33.가마가후치촌 34.다테야마촌 (보라:도야마시 분홍:나메리카와시 등색:가미이치정 빨강:다테야마정 파랑:후나하시촌)

  - 4월 1일 - 군제 시행에 따라 가미니카와군 중 니시미즈하시정(西水橋町), 히가시미즈하시정(東水橋町), 나메리카와정(滑川町), 하마카즈미촌(浜加積村), 하야쓰키카즈미촌(早月加積村), 기타카즈미촌(北加積村), 히가시카즈미촌(東加積村), 야마카즈미촌(山加積村), 미나미카즈미촌(南加積村), 나카카즈미촌(中加積村), 니시카즈미촌(西加積村), 게조촌(下条村), 조조촌(上条村), 히가시산고촌(東三郷村), 니시산고촌(西三郷村), 후나하시촌(舟橋村), 아이노키촌(相ノ木村), 미야가와촌(宮川村), 가미이치정(上市町), 시라하기촌(白萩村), 가키자와촌(柿沢村), 묘가다니촌(茗荷谷村), 오토스기촌(音杉村), 유미노쇼촌(弓庄村), 데라다촌(寺田村), 리타촌(利田村), 오모리촌(大森村), 고햣코쿠정(五百石町), 다카노촌(高野村), 우와단촌(上段村), 히가시다니촌(東谷村), 시타단촌(下段村), 가마가후치촌(釜ヶ淵村), 다테야마촌(立山村)의 구역으로 나카니카와군이 발족.(5정 29촌)
  - 6월 1일 - 군제 시행.
- 1916년 - 묘가다니촌이 개칭하여 오이와촌(大岩村)이 됨.
- 1926년 12월 10일 - 히가시산고촌·니시산고촌이 합병하여 산고촌(三郷村)이 발족.(5정 28촌)
- 1940년 11월 15일 - 히가시미즈하시정·니시미즈하시정·게조촌이 합병하여 미즈하시정(水橋町)이 발족.(4정 27촌)
- 1941년
  - 4월 1일 - 오토스기촌이 가미이치정에 편입.(4정 26촌)
  - 6월 1일 - 데라다촌·유미노쇼촌이 합병하여 니카와촌(新川村)이 발족.(4정 25촌)
- 1942년 6월 8일 - 고햣코쿠정·다카노촌·시타단촌·오모리촌이 합병하여 오야마정(雄山町)이 발족.(4정 22촌)
- 1953년
  - 9월 10일 - 가미이치정·가키자와촌·오이와촌·미야가와촌·미나미카즈미촌·야마카즈미촌이 합병하여, 새로이 가미이치정이 발족.(4정 17촌)
  - 11월 1일 - 나메리카와정·나카카즈미촌·니시카즈미촌·기타카즈미촌·히가시카즈미촌·하야쓰키카즈미촌·하마카즈미촌이 합병하여, 새로이 나메리카와정이 발족.(4정 11촌)
- 1954년
  - 1월 10일 - 오야마정·다테야마촌·리타촌·가마가후치촌·우와단촌·히가시다니촌이 합병하여 다테야마정(立山町)이 발족.(4정 6촌)
  - 3월 1일 - 나메리카와정이 시제 시행으로 나메리카와시(滑川市)가 되어, 군에서 이탈.(3정 6촌)
  - 4월 1일(3정 3촌)
    - 미즈하시정·산고촌·조조촌이 합병하여, 새로이 미즈하시정이 발족.
    - 아이노키촌이 가미이치정에 편입.

  - 5월 10일 - 시라하기촌이 가미이치정에 편입.(3정 2촌)
  - 7월 10일 - 니카와촌이 다테야마정에 편입.(3정 1촌)
- 1955년 1월 1일 - 다테야마정의 일부가 가미이치정에 편입.
- 1956년 6월 1일 - 가미이치정의 일부가 나메리카와시에 편입.
- 1966년 5월 1일 - 미즈하시정이 도야마시에 편입.(2정 1촌)